# PMS2
PMS2（postmeiotic segregation increased 2）は、ヒトではPMS2遺伝子にコードされる酵素（エンドヌクレアーゼ）である。

## 機能
PMS2遺伝子は7番染色体上にクラスターとして存在するPMS2遺伝子ファミリーの一員である。ヒトPMS2関連遺伝子はバンド7p12、7p13、7q11、7q22に位置している。これらのホモログのエクソン1から5はPMS2と高度の同一性を示す。PMS2遺伝子の産物はDNAミスマッチ修復（MMR）に関与している。PMS2タンパク質はMLH1とヘテロ二量体を形成し、この複合体はMSH2関連複合体によるミスマッチ塩基や挿入/欠失ループの認識後に活性化される。PMS2遺伝子の変異は遺伝性非ポリポーシス大腸癌（HNPCC）やターコット症候群と関係している。

### ミスマッチ修復とエンドヌクレアーゼ活性
PMS2はミスマッチ修復に関与しており、MutLホモログに存在するmeta-binding motifの完全性に依存した潜在型エンドヌクレアーゼ活性を有することが知られている。PMS2はエンドヌクレアーゼとして、非連続的なDNA鎖にさらにニックを導入する。

## 相互作用
PMS2はMLH1と相互者王してMutLαヘテロ二量体を形成することが示されている。MLH1上の相互作用ドメイン（492–742番残基）をめぐって、MLH3、PMS1、PMS2の間には競合が存在する。
PMS2の相互作用ドメインにはロイシンジッパータンパク質に特徴的なヘプタッドリピートが存在し、MLH1の506–756番残基と相互作用する。
MutSヘテロ二量体（MutSαやMutSβ）は、ミスマッチ部位への結合に伴ってMutLαと結合する。MutLαは、ミスマッチ認識段階からその他の過程、すなわち新生DNA鎖からのミスマッチの除去、分解されたDNAの再合成、DNA中のニックの修復などへの連結を担っていると考えられている。MutLαは弱いATPアーゼ活性を持つことが示されており、また非連続的なDNA鎖にさらにニックを導入するエンドヌクレアーゼ活性も持つ。これによって、EXO1によるミスマッチDNA鎖の5'→3'方向の分解が促進される。MutLαの活性部位はPMS2サブユニットに位置する。PMS1とPMS2はMLH1との相互作用をめぐって競合する。タンデムアフィニティ精製によって、PMS2と相互作用するタンパク質群が同定されている。ヒトのPMS2は極めて低レベルで発現しており、細胞周期の強力な制御下には置かれていないと考えられている。

### p53やp73との相互作用
PMS2はp53やp73と相互作用することが示されている。p53が存在しない場合でも、PMS2が欠損した細胞と機能している細胞の双方でシスプラチン処理時の細胞周期のG2/M期チェックポイントでの停止は機能しているが、p53とPMS2の双方を欠損した細胞では抗がん剤に対する感受性が増大する。PMS2はp53欠損細胞において細胞生存の媒介因子となっており、p53非依存的にDNA損傷応答を調節する。PMS2とMLH1はミスマッチ修復に依存した形で、p73を介したアポトーシスに対抗することで細胞死からの保護を行う。一方で、PMS2はp73と相互作用し、p73を安定化することでシスプラチン誘発性アポトーシスを促進する。シスプラチンはPMS2とp73の相互作用を促進し、この作用はc-Ablに依存している。MutLα複合体はp73を損傷DNA部位へリクルートするアダプターとして機能している可能性があり、その中でPMS2はp73の活性化因子として作用している可能性がある。PMS2の過剰発現は、MLH1非存在下、p73とシスプラチンの存在下において、PMS2のp73に対する安定化作用によりアポトーシスを促進している可能性がある。DNA損傷時には、p53はp21/WAF経路を介して細胞周期の停止を誘導し、MLH1とPMS2の発現によって損傷修復を開始する。MutLα複合体はDNA損傷の程度のセンサーとして機能し、損傷が修復能力を超えた場合にはp73を安定化してアポトーシスを開始すると考えられている。また、MLH1はMLH3やPMS1とも複合体を形成することができるため、PMS2の喪失は必ずしもMLH1の不安定性をもたらすわけではない。

## 臨床的意義

### 変異
PMS2遺伝子はミスマッチ修復に関与するDNA修復タンパク質をコードする遺伝子である。PMS2遺伝子は7p22に位置し、15個のエクソンから構成される。7p22領域にはPMS2遺伝子ときわめて相同性が高い偽遺伝子が存在するが、エクソン11のコーディング領域の8つのアデノシンからなるリピート部分の配列が異なる。この偽遺伝子の配列が誤ってHNPCCやターコット症候群の原因変異とされている可能性がある。
100,000種類のヒトがん試料の比較ゲノミクス解析からは、特にメラノーマにおいて、PMS2のプロモーター領域の変異が遺伝子変異量（TMB）と関係していることが示されている。TMBは患者のがん免疫療法への応答性に関する信頼性の高い予測因子であり、TMBの高さはより良い治療成績と関係している。
PMS2のようなDNAミスマッチ修復遺伝子のヘテロ接合性生殖細胞系列変異は、常染色体優性型遺伝疾患であるリンチ症候群（HNPCC）の原因となる。リンチ症候群の家系のうち、PMS2遺伝子に変異を有するのはわずか2%である。PMS2と関係したリンチ症候群の症状が初めて出現する年齢は患者によって大きく異なり、23歳から77歳までの報告がある。
稀な症例では、ホモ接合性の欠陥によってこの症候群が引きこされている。こうした症例では変異を両親から受け継いでおり、ターコット症候群もしくは体質性ミスマッチ修復欠損症候群（constitutional MMR deficiency、CMMRD）と呼ばれる。2011年時点で、PMS2の両アレルの生殖細胞系列変異による脳腫瘍の患者が36例報告されている。ターコット症候群の遺伝は優性と劣性の双方の場合があり、劣性遺伝はPMS2遺伝子の複合ヘテロ接合性変異を原因とする。CMMRDの57家族のうち31家族はPMS2の生殖細胞系列変異を抱えている。60人のホモ接合性もしくは複合ヘテロ接合性PMS2変異の保因者のうち19人では、消化器がんまたは腺腫がCMMRDの最初の症状であった。偽遺伝子の存在によってPMS2遺伝子中の変異の同定に混乱が生じる場合があり、PMS2遺伝子変異の偽陽性判定がなされている場合がある。

### 欠乏と過剰発現
PMS2の過剰発現は高変異性とDNA損傷抵抗性を引き起こす。PMS2の欠乏もミスマッチ修復機能の低下を原因とする変異の増加によって遺伝的不安定性に寄与する。Pms2-/-マウスではリンパ腫と肉腫が発生することが示されている。また、オスのPms2-/-マウスは不妊であることから、PMS2は精子形成に関与している可能性がある。

### 正常な結腸における役割

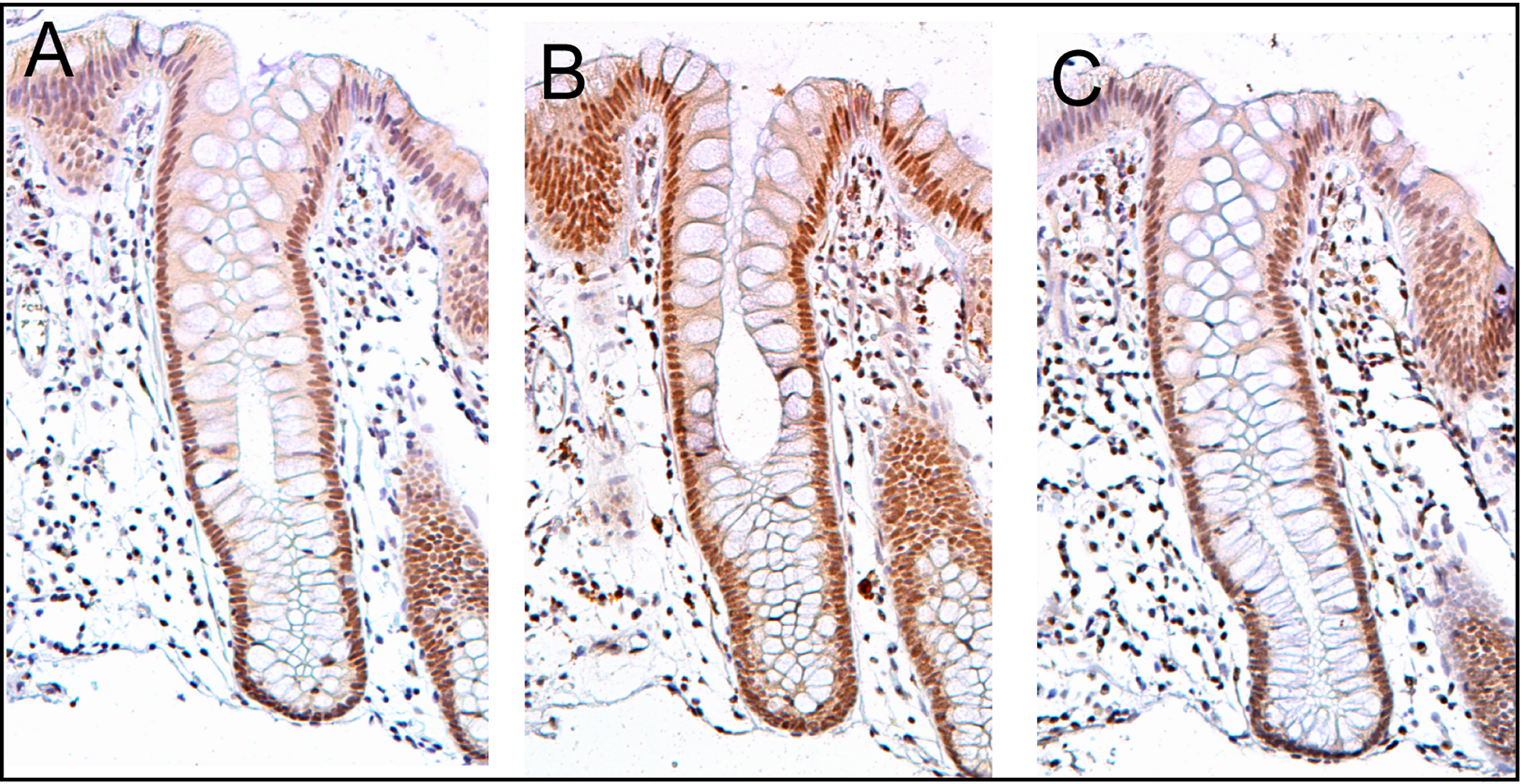
免疫染色を行った結腸陰窩の連続断面。DNA修復タンパク質PMS2（A）、ERCC1（B）、ERCC4（C）の高レベルな発現が示されている。この陰窩は結腸新生物が発生していない58歳男性の生検試料であり、陰窩の大部分の吸収細胞の核内でこれらのタンパク質の高発現がみられる。陰窩の頂上部や陰窩間の管腔表面の細胞の核では、PMS2やERCC4の発現は低下している、もしくはみられない。

通常PMS2は、結腸の内側に並ぶ陰窩の腸細胞（吸収細胞）の核内で高レベルで発現している。新生物ではない正常な結腸上皮の陰窩では、PMS2、ERCC1、ERCC4（XPF）が関与するDNA修復が非常に活発に機能しているようである。PMS2の場合、正常な結腸上皮での高レベルの発現は陰窩の77%から100%で観察される。
細胞は陰窩の底部で生み出され、陰窩の軸に沿って上方に移動し、数日後には結腸管腔へ脱落する。陰窩の底部には5個から6個の幹細胞が存在する。底部の幹細胞がPMS2を発現している場合、一般的にその陰窩の数千の細胞全てでPMS2が発現している。このことはこの節の図のパネルAにおいて、陰窩内のほとんどの腸細胞がPMS2に対する免疫染色で褐色に染色されていることからも示される。正常な結腸上皮の各陰窩の数千の腸細胞では、ERCC1やERCC4でも同様の発現がみられる。この図ではヘマトキシリンによるDNAの対比染色も行われており、核が青灰色で示されている。粘膜固有層の細胞（陰窩の下部や周囲の細胞）の核の大部分はヘマトキシリンの青灰色を呈しており、PMS2、ERCC1、ERCC4をほとんど発現していない。

### 結腸がん
結腸がんの上皮由来の細胞の約88%、そしてがんから10 cm以内に近接して位置する（発がん可能性の高い「発がん素地」（field defect）内に位置する）陰窩の50%ではPMS2の発現が低下しているか欠損している。
ミスマッチ修復欠乏もしくは欠損型として分類された腫瘍の大部分では、PMS2の発現の欠乏はその結合パートナーであるMLH1の欠損によるものである。MLH1との結合によって、PMS2は安定化される。MLH1の喪失がみられる散発性がん66症例のうち65症例では、プロモーターのメチル化によるエピジェネティックなサイレンシングが引き起こされていた。MLH1の発現がみられるもののPMS2が欠乏している16症例のうち、10症例は原因不明であったが、6症例ではPMS2にヘテロ接合型生殖細胞系列変異が発見されており、腫瘍でヘテロ接合性喪失が生じたものである可能性が高い。PMS2の変異によってPMS2の発現を欠いているものは119症例のうち6症例（5%）のみであった。

### ERCC1やERCC4との協調的機能

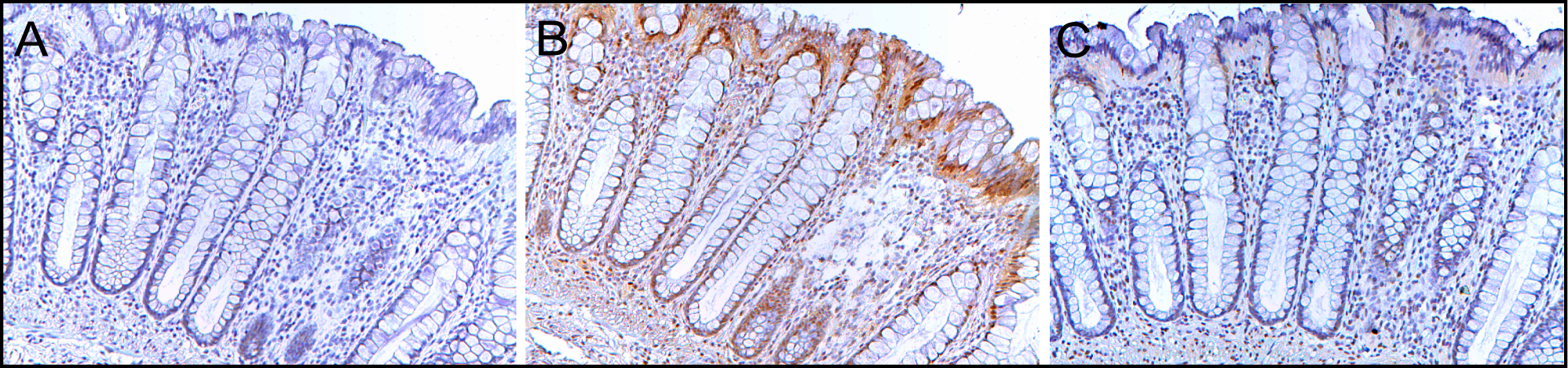
大腸がん近傍の結腸上皮の連続断面。結腸陰窩内でのPMS2（A）、ERCC1（B）、ERCC4（C）の発現の低下もしくは消失が示されている。この組織断片は、S状結腸に腺腫が発生した男性患者の切除結腸の中で組織学的に正常な領域に由来するものである。PMS2（A）に関しては、陰窩の本体、入口部分、そして隣接する管腔表面の全ての上皮細胞の細胞核で発現がみられない。ERCC1（B）に関しては、陰窩の細胞核の大部分で発現が低下しているが、入口部分や隣接する管腔表面では高発現がみられる。ERCC4（C）に関しては、陰窩や管腔表面の細胞核の大部分では発現がみられないが、一部の陰窩の入口部分では発現が検出される。この組織におけるDNA修復遺伝子の発現の低下または喪失は、エピジェネティックな抑制によるものであるようである。

発がん素地内の結腸陰窩でのPMS2の減少は、DNA修復遺伝子ERCC1やERCC4の発現低下と関係していることが多い。ERCC1やERCC4の欠乏はDNA損傷の蓄積を引き起こすと考えられており、こうした過剰なDNA損傷はアポトーシスを引き起こす。しかしながら、これにPMS2の欠陥が加わることで、アポトーシスが阻害される。そのため、ERCC1やERCC4が欠乏した際にはPMS2の欠乏が選択される可能性が高い。CHO細胞にDNA損傷刺激に繰り返し曝露した際の生存細胞に由来する5種類のクローンのうち、3種類ではPMS2に変異が生じていた。

### 結腸がんへの進行
紫外光（DNA損傷を引き起こす）に曝露した際に、野生型CHO細胞と比較して、ERCC1、PMS2二重変異体細胞は7375倍、ERCC1単独変異細胞は967倍の変異頻度を示す。このように、ERCC1とPMS2の双方が欠乏した結腸細胞ではゲノム不安定性が引き起こされる。PMS2とERCC4の双方に欠陥を有する細胞でも同様の状況が引き起こされると考えられる。こうした不安定性によってmutator phenotype（高変異表現型）が引き起こされることで結腸がんへの進行可能性が高まると考えられ、結腸がんと関係した発がん素地にPMS2とERCC1（もしくはPMS2とERCC4）の双方が欠乏した細胞が存在することの説明となる。多くの種類のがんの根底には、DNA損傷に対して適切に応答して修復を行う能力の欠陥が存在している。